# Trivago
Trivago N.V., gestileerd als trivago, is een Duits technologiebedrijf gericht op internet-gerelateerde diensten en producten in de hotelbranche. Het Amerikaanse Expedia Group bezit een grootaandeel.
Trivago was in Duitsland de eerste zoekmachine voor het vinden van hotels. Het bedrijf werd een van de snelst groeiende bedrijven in Duitsland in de periode 2008 tot 2012.

## Geschiedenis
Het bedrijf werd in 2005 opgericht door Rolf Schrömgens, Stephan Stubner en Peter Vinnemeier in Düsseldorf. Twee jaar later breidde Trivago uit in Europa, en in 2009 volgde Noord- en Zuid-Amerika.
In december 2012 kondigde Expedia de aankoop van een meerderheidsbelang in Trivago aan. Er werd 477 miljoen euro betaald voor een aandeel van 61,2 procent. Trivago bleef als zelfstandig bedrijf opereren vanuit Duitsland.
In 2013 werden nieuwe kantoren geopend, waaronder in Leipzig, Palma de Mallorca, Amsterdam en Shanghai.
Eind 2016 kondigde het bedrijf een beursgang aan op de NASDAQ, een Amerikaanse technologiebeurs. Het beursgenoteerde moederbedrijf handelt als trivago N.V.
In 2019 biedt het bedrijf ruim 2,5 miljoen doorzoekbare hotels en accommodaties op haar website aan, en is actief in 190 landen.

## Zoekmachine

Het logo van de zoekmachine.

Trivago's zoekmachine werd gelanceerd in 2005 en doorzoekt websites voor hotelboekingen naar prijzen, beschikbaarheid, foto's en beoordelingen. Wanneer een gebruiker een hotel kiest wordt deze doorgestuurd naar een partnersite om de boeking af te ronden.
De zoekmachine bevat ruim 190 miljoen beoordelingen voor hotels wereldwijd, 14 miljoen foto's en heeft maandelijks 120 miljoen bezoekers.